# КК Лимож
КК Лимож (фр. Limoges CSP) је француски кошаркашки клуб из Лиможа. У сезони 2019/20. такмичи се у Про А лиги Француске и у Еврокупу.

## Историја
Клуб је основан 1929. године, а свој зенит имао је током осамдесетих и деведесетих година прошлог века. Други је најтрофејнији тим француског првенства са укупно 11 титула освојених у периоду од 1982. до 2015. године. Куп Француске освајао је 6 пута, Куп „Турнир асова“ 2 пута, а једном је тријумфовао и у суперкупу.
КК Лимож је и најуспешнији представник Француске у европским кошаркашким такмичењима. Једини је клуб из ове земље који је успео да освоји:
- престижну Евролигу (1993. године, у финалу побеђен италијански Бенетон);
- Куп Рајмунда Сапорте (1988. године, у финалу побеђен шпански Хувентуд);
- три пута Куп Радивоја Кораћа (1982. и 1983. када је у оба наврата у финалу побеђивао хрватску Шибенку, као и 2000. када је надиграо шпанску Уникаху).

## Успеси

### Национални
- Првенство Француске:
  - Првак (11): 1983, 1984, 1985, 1988, 1989, 1990, 1993, 1994, 2000, 2014, 2015.
  - Вицепрвак (4): 1987, 1991, 1992, 1998.

- Куп Француске:
  - Победник (6): 1982, 1983, 1985, 1994, 1995, 2000.
  - Финалиста (2): 2011, 2012.

- Куп лидера:
  - Победник (2): 1988, 1990.
  - Финалиста (2): 1991, 1992.

- Суперкуп Француске:
  - Победник (1): 2012.
  - Финалиста (2): 2014, 2015.

### Међународни
- Евролига:
  - Победник (1): 1993.

- Куп Радивоја Кораћа:
  - Победник (3): 1982, 1983, 2000.
  - Финалиста (1): 1987.

- Куп Рајмунда Сапорте:
  - Победник (1): 1988.

## Учинак у претходним сезонама
| Сез.     | Првенство Француске | Куп Француске      | Куп лидера   | Европско такмичење                        |
| -------- | ------------------- | ------------------ | ------------ | ----------------------------------------- |
| 2010/11. | 16. место           | Финалиста          | —            | —                                         |
| 2011/12. | —                   | Финалиста          | —            | —                                         |
| 2012/13. | 13. место           | Четвртфинале       | —            | —                                         |
| 2013/14. | Првак               | Шеснаестина финала | Четвртфинале | —                                         |
| 2014/15. | Првак               | Полуфинале         | Четвртфинале | Евролига — Топ 24 Еврокуп — Топ 32        |
| 2015/16. | 10. место           | Четвртфинале       | —            | Евролига — Топ 24 Еврокуп — Осмина финала |
| 2016/17. | 10. место           | Осмина финала      | —            | —                                         |
| 2017/18. | Полуфинале ПО       | —                  | Четвртфинале | Еврокуп — Топ 16                          |
| 2018/19. | Четвртфинале ПО     | Осмина финала      | Полуфинале   | Еврокуп — Топ 16                          |
| 2019/20. | —                   | —                  | —            | Еврокуп — Топ 24                          |

## Познатији играчи
- Един Бавчић
- Маркус Браун
- Лео Вестерман
- Бредли Вонамејкер
- Микаел Желабал
- Јуриј Здовц
- Душко Ивановић
- Рамел Кари
- Милета Лисица
- Драган Луковски
- Бо Макејлеб
- Ненад Марковић
- Бранко Милисављевић
- Адријен Моерман
- Саша Обрадовић
- Клемен Препелич
- Зак Рајт
- Џеј Ар Рејнолдс
- Али Траоре
- Клифорд Хамондс
- Хајко Шафарцик

## Познатији тренери
- Душко Вујошевић
- Душко Ивановић
- Божидар Маљковић
- Богдан Тањевић